# USS LST-532
O USS LST-532 foi um navio de guerra norte-americano da classe LST que operou durante a Segunda Guerra Mundial.